# Błogie Szlacheckie
Błogie Szlacheckie – wieś w Polsce położona w województwie łódzkim, w powiecie opoczyńskim, w gminie Mniszków.
W latach 1954–1972 wieś należała i była siedzibą władz gromady Błogie Szlacheckie. W latach 1975–1998 miejscowość administracyjnie należała do województwa piotrkowskiego.
Do 1945 roku istniał tu także zespół dworski z I poł. XIX wieku.
Wieś jest siedzibą rzymskokatolickiej parafii Narodzenia NMP i św. Mikołaja. Kościół pw. Narodzenia NMP i św. Mikołaja był budowany w dwóch fazach: pierwsza, barokowa, ok. 1785 roku, oraz późniejsza w latach 1913–1914 w duchu neobaroku.

## Części wsi
| SIMC    | Nazwa        | Rodzaj    |
| ------- | ------------ | --------- |
| 1039553 | Plebanka     | część wsi |
| 1039576 | Przepórka    | część wsi |
| 1039582 | Stare Błogie | część wsi |
| 1039620 | Wygwizdów    | część wsi |

## Zabytki
Według rejestru zabytków Narodowego Instytutu Dziedzictwa na listę zabytków wpisany jest obiekt:
- kościół parafialny pw. Nawiedzenia NMP, 1785-89, nr rej.: 415/57 z 18.01.1957 oraz 250/736 z 9.04.1972